# Guilde canadienne des réalisateurs
La Guilde canadienne des réalisateurs ou (GCR) est un syndicat professionnel canadien fondé en 1962.

## Activités
La Guilde canadienne des réalisateurs a été fondée en 1962. Elle est forte de plus de 3 800 membres, tous professionnels dans 48 domaines couvrant les secteurs artistiques et logistiques dans l'industrie du cinéma et de la télévision. Elle est structurée au sommet par un conseil exécutif national aidé dans sa mission par la division nationale des réalisateurs.
La GCR représente l'ensemble de la corporation professionnelle avec des représentants des réalisateurs, producteurs, éditeurs, directeurs adjoints, gestionnaires, assistants de production, assistants de réalisation, scénaristes et d'autres professions en rapport avec l'industrie du Septième art. Elle négocie et gère des conventions collectives. Elle supervise les moyens financiers alloués à l’industrie canadienne des médias télévisuels et cinématographiques.
La GCR participe et encadre les projets artistiques de ses membres. Sa structure logistique lui permet de proposer des programmes de formation et de perfectionnement sur les technologies nouvelles cinématographiques.
La Guilde canadienne des réalisateurs est membre de la Coalition pour la diversité des expressions culturelles.